# 小林北
小林北（こばやしきた）は、千葉県印西市の町丁。現行行政地名は小林北一丁目から小林北六丁目。郵便番号270-1313。

## 地理
北は竹袋、南は小林に隣接している。

## 世帯数と人口
2017年（平成29年）10月31日現在の世帯数と人口は以下の通りである。
| 丁目         | 世帯数  | 人口    |
| ------------ | ------- | ------- |
| 小林北一丁目 | 207世帯 | 478人   |
| 小林北二丁目 | 65世帯  | 169人   |
| 小林北三丁目 | 113世帯 | 296人   |
| 小林北四丁目 | 63世帯  | 214人   |
| 小林北五丁目 | 180世帯 | 408人   |
| 小林北六丁目 | 140世帯 | 306人   |
| 計           | 768世帯 | 1,871人 |

## 小・中学校の学区
市立小・中学校に通う場合、学区は以下の通りとなる。
| 丁目         | 番地 | 小学校               | 中学校             |
| ------------ | ---- | -------------------- | ------------------ |
| 小林北一丁目 | 全域 | 印西市立小林北小学校 | 印西市立小林中学校 |
| 小林北二丁目 | 全域 | 印西市立小林北小学校 | 印西市立小林中学校 |
| 小林北三丁目 | 全域 | 印西市立小林北小学校 | 印西市立小林中学校 |
| 小林北四丁目 | 全域 | 印西市立小林北小学校 | 印西市立小林中学校 |
| 小林北五丁目 | 全域 | 印西市立小林北小学校 | 印西市立小林中学校 |
| 小林北六丁目 | 全域 | 印西市立小林北小学校 | 印西市立小林中学校 |

## 施設

### 一丁目
- 牧の里西町内会集会所
- かみうし第1幼児公園
- かみうし第2幼児公園

### 二丁目
- 小林駅前郵便局
- コスモプラザ小林牧の里
- 中丑西公園
- なかうし第1幼児公園

### 三丁目
- 小林天神幼稚園
- 印西警察署小林交番
- なかうし第2幼児公園

### 四丁目
- なかうし第3幼児公園
- なかうし第4幼児公園

### 五丁目
- 印西市立小林北小学校
- どんぐり保育園
- 市立小林子育て支援センター
- 小林コミュニティプラザ
- 小林図書館
- 牧の里東町内会集会所
- 中丑東公園
- しもうし第1幼児公園

### 六丁目
- しもうし第2幼児公園
- しもうし第3幼児公園

## 交通

### 道路
- 都道府県道
  - 千葉県道291号印西印旛線